# Goniagnathus brachypterus
Goniagnathus brachypterus är en insektsart som beskrevs av Rauno E. Linnavuori 1978. Goniagnathus brachypterus ingår i släktet Goniagnathus och familjen dvärgstritar. Inga underarter finns listade i Catalogue of Life.